# Zana Krasniqi
Zana Krasniqi (13 de septiembre de 1988, Pristina, Kosovo) es una modelo y reina de belleza kosovar ganadora del título  Miss Universo Kosovo 2008; ella fue la encargada del debut de Kosovo en el Miss Universo 2008.

## Miss Universo 2008
Zana como Miss Universo Kosovo, representó a su país por primera vez en un Miss Universo donde clasificó entre las 15 Semifinalistas para luego pasada la competencia en traje de baño, clasificar al Top 10; Sin embargo Zana en la competencia en traje de noche con una puntuación de 8.264 no pudo clasificar en el Top 5 ocupando finalmente la posición 6 del concurso donde al final resultó ganadora  Dayana Mendoza de Venezuela.

## Vida personal
Zana Krasniqi viene de una familia de artistas, incluyendo a su padre Naim Krasniqi, un cantante en Kosovo. El 4 de abril de 2008, Fadil Berisha, el fotógrafo de las fotos oficiales de Miss Universo, acogió la primera edición de "Miss Universo Kosovo" concurso donde Krasniqi fue coronada y representó a Kosovo en dicho concurso.Zana fue entrenada por el fotógrafo Fadil Berisha, que trabajó con la organización de Miss Universo, y es de rigen Albanés-Kosovar. Sus intereses incluyen cantar, actuar y modelar. Su ambición profesional es ser una diseñadora de moda.
| Predecesor: - | Miss Universo Kosovo 2008 | Sucesor: Gona Dragusha |

- Datos: Q146059